# Chiesa di San Rocco (Ragusa)
La chiesa di San Rocco (antiq. Santo Rocco) è un luogo di culto cattolico della città di Ragusa situato nel quartiere Perrera in via Ugolino. La chiesa è sconsacrata e riveste, da novembre del 2009, il ruolo di auditorium pubblico.

## Storia
La fondazione della chiesa viene fatta risalire all'ultimo quarto del XVI secolo, con l'inizio dei lavori databile, molto probabilmente, nel 1578. Si ritiene che la chiesa, a Ragusa come in altre città siciliane, sia stata innalzata come segno di espiazione in seguito alle ondate di peste del 1500 (come quella del 1576) e quindi dedicata a san Rocco, in quanto protettore dalle malattie infettive. La chiesa venne ubicata all'esterno delle mura della città nell'allora quartiere della Pirrera (chiamato nel secolo successivo "Perrera seu Santo Rocco"), sull'antica strada che portava ai mulini e alle fiumare della cava San Leonardo e che congiungeva Ragusa a Comiso.
È noto che, fino alla prima metà del XX secolo, l'interno della chiesa è stato estremamente ricco, adornato da quadri (una Sacra Famiglia del 1793), statue e un crocifisso.
La chiesa non riportò danni importanti a causa del terremoto del 1693, ad eccezione della parete nord che necessitò delle strutture di puntellamento. La chiesa però subì seri danni nel 1958 quando il tetto crollò in seguito ad un forte temporale. L'edificio venne abbandonato e i pochi arredi rimanenti vennero trasferiti nella vicina chiesa delle Santissime Anime del Purgatorio.
La chiesa è stata recentemente oggetto di restauri, terminati nel 2009. In seguito a questi restauri la chiesa è stata restituita alla città come auditorium pubblico.

## Descrizione

### Facciata
La facciata della chiesa è molto semplice, ed è principalmente caratterizzata da un timpano triangolare posto sopra il portone e da una piccola loggia nella parte alta. Sul timpano che sormonta il portone è riportato il monogramma IHS. La loggia, invece, è caratterizzata da quattro pilastri ed è anch'essa sormontata da un timpano triangolare che racchiude una piccola statua di San Rocco.

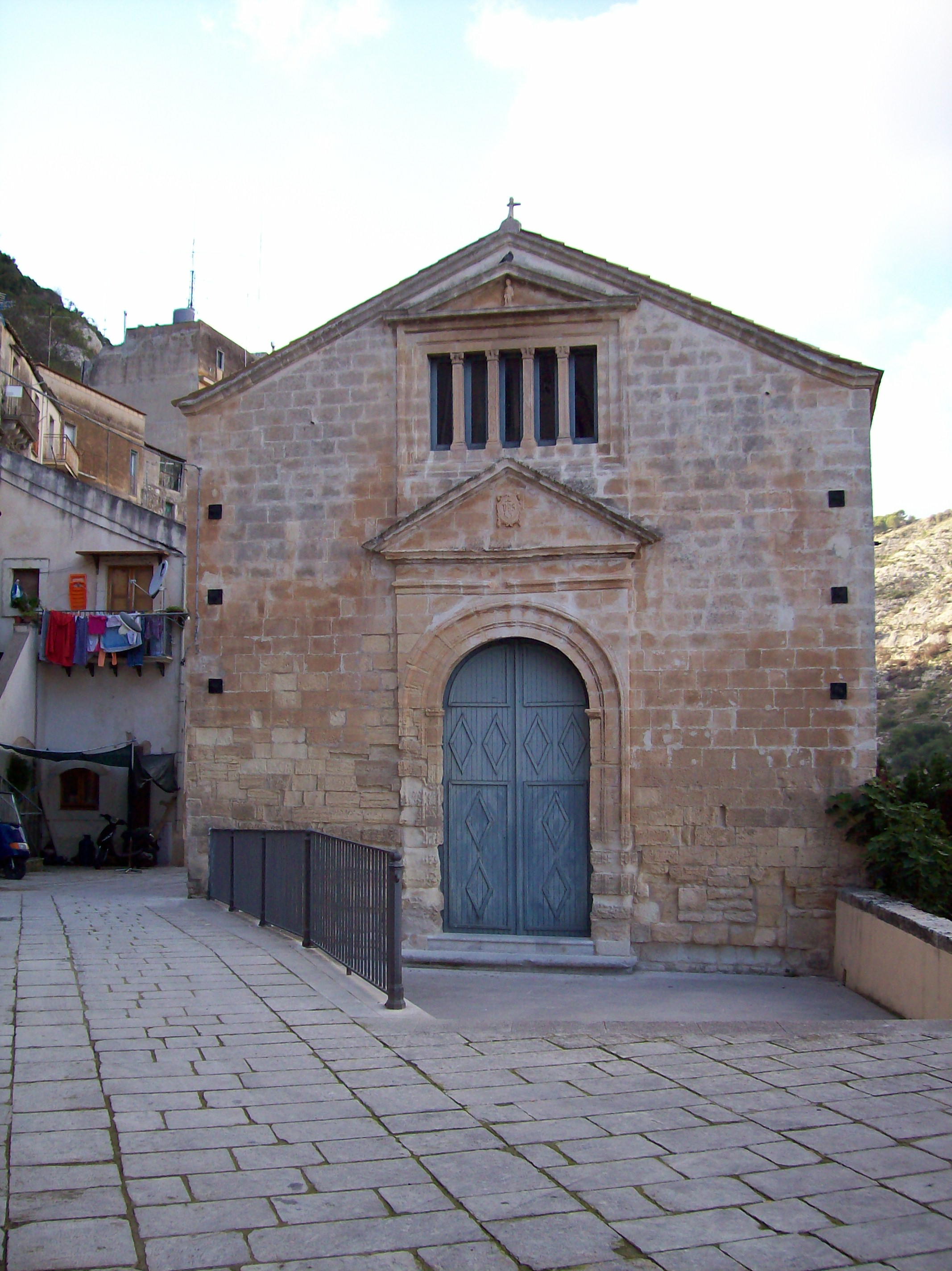
Facciata della chiesa di San Rocco.

### Interni
L'interno della chiesa è ad una sola navata, caratterizzata da due altari di pietra siti nelle pareti laterali e dall'altare maggiore, anch'esso in pietra, posto sul fondo della parete absidale. All'interno è anche possibile ammirare l'affresco di sant'Ippolito (uno dei pochi superstiti all'abbandono dell'edificio) e la grande pala di San Rocco, con la nicchia contenente la recentemente restaurata statua seicentesca di san Rocco, posta ai lati gli arcangeli Michele e Raffaele. Nella chiesa è anche presente un'ulteriore statua mobile di san Rocco in pietra. Di questa statua lo storico Andrea Ottaviano scrive:
(Ragusa Sottosopra, XI, 1)